# CRAFTWORK
CRAFTWORK（クラフトワーク）は、アダルトゲームの原画家である長岡建蔵が主宰するアダルトゲームブランドである。ビジュアルアーツ傘下のブランドとして1996年から2001年の間に3作品を発表した。
作品の傾向としては、第2作『flowers』は『To Heart』風の恋愛アドベンチャーだが、第1作と第3作は狂気をテーマとした特異な作風で、鬱ゲーの類である。
ブランド名の由来は、ドイツのテクノバンドKraftwerkから。

## 作品リスト

### CRAFTWORK
- for elise 〜エリーゼのために〜（1996年12月6日）
- さよならを教えて 〜comment te dire adieu〜（2001年3月2日）
- Geminism 〜げみにずむ〜[1]（2023年11月24日[2]）

### CRAFTWORK side.b
- flowers 〜ココロノハナ〜（1998年12月11日）

## 開発に関わった作品
- 地獄SEEK（1997年10月3日）

## 主なスタッフ
- 長岡建蔵
- 石埜三千穂
- 小林英茂
- さっぽろももこ